# ICC Champions Trophy 2017
Die ICC Champions Trophy 2017 wurde vom 1. bis zum 18. Juni 2017 in England und Wales ausgetragen. Es war die achte Champions Trophy im ODI-Cricket, die vom Weltverband International Cricket Council (ICC) organisiert wird.
Das Turnierformat von 2009 und 2013 blieb unverändert und die damals acht besten Cricket-Nationalmannschaften der ICC ODI Championship nahmen an der ICC Champions Trophy 2017 teil: Australien, Bangladesch, England, Indien, Neuseeland, Pakistan, Sri Lanka und Südafrika. Die Mannschaften wurden in zwei Gruppen zu je vier Teams eingeteilt, wobei jedes einmal gegen die anderen der Gruppe antrat. Die zwei besten Mannschaften jeder Gruppe qualifizierten sich für das Halbfinale, dessen Gewinner im Finale aufeinandertrafen.
Bangladesch, England, Indien und Pakistan erreichten das Halbfinale. Indien besiegte Bangladesch und Pakistan England, wonach Pakistan den „Erzrivalen“ Indien im Finale in The Oval in London mit 180 Runs besiegte und so seine erste Champions Trophy gewann. Zusammen mit den Siegen beim Cricket World Cup 1992 und der ICC World Twenty20 2009 war dies Pakistans dritter internationaler Crickettitel. Südafrika schied bereits in der Vorrunde aus.
Nach den ursprünglichen Plänen sollte die letzte ICC Champions Trophy 2013 ausgetragen und ab 2017 durch die ICC World Test Championship ersetzt werden. Im Januar 2014 wurde dieser Plan jedoch widerrufen und angekündigt, dass 2017 ebenfalls eine Champions Trophy stattfinden solle und die ICC World Test Championship gestrichen sei. 2016 kündigte der International Cricket Council an, dass die ICC Champions Trophy nach 2017 nicht mehr ausgetragen werden soll in Übereinstimmung mit den Bestrebungen des ICC, für jedes Cricket-Format ein Turnier auszutragen. Im November 2021 kündigte der ICC an, dass die ICC Champions Trophy 2025 wieder ausgetragen werden und in Pakistan stattfinden soll.

## Vorgeschichte
Ursprünglich war das Zeitfenster dazu vorgesehen, die ICC World Test Championship in England auszutragen. Da es nicht gelang, ein passendes Format für das Turnier zu finden, wurde im Februar 2014 bekanntgegeben, dass anstatt dessen eine weitere Ausgabe der Champions Trophy ausgetragen wird. Im Vorlauf des Wettbewerbes kam es zu Streitigkeiten im Weltverband ICC über die Verteilung der Finanzen, wobei Indien sich vorbehielt, zukünftige ICC-Turniere, wie die Champions Trophy, zu boykottieren. So ließ der indische Verband BCCI die ursprüngliche Einreichungsfrist der Kader verstreichen. Mit zweiwöchiger Verspätung und durch Druck von Medienpartnern entschied sich der BCCI dennoch, einen Kader einzureichen.

## Vergabe
Der International Cricket Council vergab die ICC Champions Trophy 2017 an England und Wales.

## Teilnehmer
Die damals acht besten Mannschaften der ICC ODI Championship zum 30. September 2015 qualifizierten sich für die ICC Champions Trophy 2017: Australien, Bangladesch, England, Indien, Neuseeland, Pakistan, Sri Lanka und Südafrika. Bangladesch, das sich anstelle der West Indies qualifizierte, ist die einzige Veränderung in der Teilnehmerliste gegenüber der Turniere 2009 und 2013. Der Turnierplan und die Vorrundengruppen wurden am 1. Juni 2016 veröffentlicht. Simbabwe und die West Indies konnten sich wegen ihren niedrigeren Plätzen in der ICC ODI Championship nicht für die ICC Champions Trophy 2017 qualifizieren. Außerdem nahm kein assoziiertes Mitglied an dem Turnier teil. Die Qualifikation Pakistans anstelle der West Indies war nicht unumstritten, da sich Pakistan kurzfristig aus einem Drei-Nationenturnier mit den West Indies und Simbabwe zurückzog, in dem die West Indies die Chance gehabt hätten Pakistan zu überholen um sich noch für die Champions Trophy zu qualifizieren.

Teilnehmende Länder der ICC Champions Trophy 2017; insgesamt zehn Teams nahmen teil.
Gastgeber
Qualifiziert durch die ODI-Rangliste
Nicht Qualifiziert
Keine Teilnahme

| Land        | Qualifikationsgrundlage              | Turnierteilnahme | Letztmalige Teilnahme | Bestes Ergebnis       |
| ----------- | ------------------------------------ | ---------------- | --------------------- | --------------------- |
| England     | Gastgeber                            | Achte            | 2013                  | Finalist (2004, 2013) |
| Australien  | ODI-Rangliste zum 30. September 2015 | Achte            | 2013                  | Sieger (2006, 2009)   |
| Bangladesch | ODI-Rangliste zum 30. September 2015 | Fünfte           | 2006                  | 9. Platz (2000, 2006) |
| Indien      | ODI-Rangliste zum 30. September 2015 | Achte            | 2013                  | Sieger (2002, 2013)   |
| Neuseeland  | ODI-Rangliste zum 30. September 2015 | Achte            | 2013                  | Sieger (2000)         |
| Pakistan    | ODI-Rangliste zum 30. September 2015 | Achte            | 2013                  | 3. Platz (2000, 2009) |
| Sri Lanka   | ODI-Rangliste zum 30. September 2015 | Achte            | 2013                  | Sieger (2002)         |
| Südafrika   | ODI-Rangliste zum 30. September 2015 | Achte            | 2013                  | Sieger (1998)         |

## Austragungsorte
Die Spiele wurden in zwei englischen und einem walisischen Stadien ausgetragen. Insgesamt wurden 15 Partien während der ICC Champions Trophy 2017 ausgetragen, darunter die zwei Halbfinals und das Finale. Alle drei ausgewählten Stadion trugen Vorrundenspiele und jeweils ein Finalrundenspiel aus. Dabei wurde am 17. Dezember 2014 bekanntgegeben, dass die gleichen Stadien gewählt wurden wie bei der letzten Ausgabe. Da jedoch im gleichen Zeitfenster in Cardiff das Finale der UEFA Champions League 2016/17 ausgetragen wurde, fand dort ein Spiel weniger als 2013 statt.
| Edgbaston Cricket Ground |

| Sophia Gardens |

| The Oval |

| Edgbaston Cricket Ground |

| Sophia Gardens |

| The Oval |

## Format
Die ICC Champions Trophy 2017 wurde über 18 Tage zwischen acht verschiedenen Mannschaften über 15 Spiele ausgetragen. Sie begann am 1. Juni 2017 in The Oval in London mit dem Eröffnungsspiel zwischen dem Gastgeber England und Bangladesch. Das Turnier endete am 18. Juni im denselben Stadion mit dem Finale zwischen Indien und Pakistan, wobei Pakistan die ICC Champions Trophy gewann. Dasselbe Turnierformat kam bei den Champions Trophies 2009 und 2013 zur Anwendung.

### Spielplan
Die nachfolgende Tabelle zeigt das tägliche Programm der ICC Champions Trophy 2017. Dabei steht ein zyanblaues Kästchen für die Vorrunde, ein grünes Kästchen für Finalrundenspiele und ein gelbes Kästchen für das Finale.
| Vorrunde Juni   | Do. 1.  | Fr. 2.  | Sa. 3.  | So. 4.  | Mo. 5.  | Di. 6.  | Mi. 7. | Do. 8. | Fr. 9. | Sa. 10. | So. 11. | Mo. 12. |
| --------------- | ------- | ------- | ------- | ------- | ------- | ------- | ------ | ------ | ------ | ------- | ------- | ------- |
| Gruppe A        | 1       | 1       |         |         | 1       | 1       |        |        | 1      | 1       |         |         |
| Gruppe B        |         |         | 1       | 1       |         |         | 1      | 1      |        |         | 1       | 1       |
| Finalrunde Juni | Di. 13. | Mi. 14. | Do. 15. | Fr. 16. | Sa. 17. | So. 18. |        |        |        |         |         |         |
| Finalrunde      |         | 1       | 1       |         |         | 1       |        |        |        |         |         |         |

| Farblegende |
| Vorrunde    |
| Finalrunde  |
| Finale      |

### Gruppen
| Gruppe A                                  | Gruppe B                            |
| ----------------------------------------- | ----------------------------------- |
| Australien Bangladesch England Neuseeland | Indien Pakistan Sri Lanka Südafrika |

### Vorrunde
Die Champions Trophy 2017 wurde zwischen acht Nationalmannschaften ausgespielt. Für die Vorrunde wurden die Mannschaften in zwei Gruppen zu je vier Mannschaften eingeteilt mit demselben Turnierformat wie 2009 und 2013. In welche Gruppe jede Mannschaft eingeteilt wurde, wurde in der Auslosung festgelegt. Jede Mannschaft bestritt ein Spiel gegen jede andere seiner Gruppe. Für einen Sieg gab es zwei Tabellenpunkte, für ein Unentschieden oder No Result einen Punkt, für eine Niederlage keinen Punkt. Hatten zwei Mannschaften dieselbe Anzahl an Tabellenpunkten, wurde der Tabellenrang anhand der Net Run Rate, gefolgt von der Net Bowl Rate und dem direkten Vergleich ermittelt.
Am Ende der Vorrunde qualifizierten sich die jeweils beiden besten einer Gruppe für die Finalrunde.

### Finalrunde
Ab dieser Phase nahm das Turnier ein K.-o.-System an. Jedes Spiel musste zwingend mit einem Sieg enden. Gab es nach beiden Innings keinen Sieger, wurde das Spiel durch ein Super Over entschieden.

## Kaderlisten
Die offizielle Einreichungsfrist für die Kader war der 25. April 2017, wobei im Verletzungsfall Spieler nachnominiert werden konnten. Südafrika benannte seinen Kader am 19. April, Australien und Bangladesch am 20. April, Neuseeland und Sri Lanka am 24. April, England und Pakistan am 25. April und Indien am 8. Mai 2017.
| England | Australien | Bangladesch | Indien |
| --- | --- | --- | --- |
| - Eoin Morgan (K) - Moeen Ali - Jonny Bairstow - Jake Ball - Sam Billings - Jos Buttler - Alex Hales - Liam Plunkett - Adil Rashid - Joe Root - Jason Roy - Ben Stokes - David Willey - Chris Woakes - Mark Wood                                           | - Steve Smith (K) - Par Cummins - Aaron Finch - John Hastings - Josh Hazlewood - Travis Head - Moises Henriques - Chris Lynn - Glenn Maxwell - James Pattinson - Mitchell Starc - Marcus Stoinis - Matthew Wader (wk) - David Warner - Adam Zampa | - Mashrafe Mortaza (K) - Imrul Kayes - Mahmudullah - Mehedi Hasan - Mosaddek Hossain - Mushfiqur Rahim (wk) - Mustafizur Rahman - Rubel Hossain - Sabbir Rahman - Shafiul Islam - Shakib Al Hasan - Soumya Sarkar - Sunzamul Islam - Tamim Iqbal - Taskin Ahmed                | - Virat Kohli (K) - Ravichandran Ashwin - Jasprit Bumrah - Shikhar Dhawan - MS Dohni (wk) - Bhuvneshwar Kumar - Ravindra Jadeja - Kedar Jadhav - Manish Pandey - Hardik Pandya - Ajinkya Rahane - Mohammed Shami - Rohit Sharma - Yuvraj Singh - Umesh Yadav |
| Neuseeland | Pakistan | Sri Lanka | Südafrika |
| - Kane Williamson (K) - Corey Anderson - Trent Boult - Neil Broom - Colin de Grandhomme - Martin Guptill - Tom Latham - Mitchell McClenaghan - Adam Milne - Jimmy Neesham - Jeetan Patel - Luke Ronchi (wk) - Mitchell Santner - Tim Southee - Ross Taylor | - Sarfraz Ahmed (K & wk) - Ahmed Shehzad - Azhar Ali - Mohammad Hafeez - Babar Azam - Fahim Ashraf - Fakhar Zaman - Hasan Ali - Imad Wasim - Junaid Khan - Mohammad Amir - Shadab Khan - Shoaib Malik - Umar Akmal - Wahab Riaz                   | - Angelo Mathews (K) - Dinesh Chandimal - Niroshan Dickwella - Asela Gunaratne - Chamara Kapugedera - Nuwan Kulasekera - Suranga Lakmal - Lasith Malinga - Kusal Mendis - Kusal Perera - Thisara Perera - Nuwan Pradeep - Seekkuge Prasanna - Lakshan Sandakan - Upul Tharanga | - AB de Villiers (K) - Hashim Amla - Quinton de Kock - Faf du Plessis - JP Duminy - David Miller - Chris Morris - Wayne Parnell - Andile Phehlukwayo - Kagiso Rabada - Imran Tahir - Keshav Maharaj - Dwaine Pretorius - Farhaan Behardien - Morne Morkel    |

## Aufwärmspiele
Vom Veranstalter wurden zahlreiche Aufwärmspiele angesetzt, die den Teams die Möglichkeit geben sollten sich an die Bedingungen zu gewöhnen. England und Südafrika bestritten zu dieser Zeit eine ODI-Serie in England.
| 26. Mai Scorecard | London (The Oval) | Sri Lanka 318-7 (50)             | – | Australien 319-8 (49.4) |
|                   |                   | Australien gewinnt mit 2 Wickets |   |                         |

| 27. Mai Scorecard | Birmingham | Bangladesch 341-9 (50)         | – | Pakistan 342-8 (49.3) |
|                   |            | Pakistan gewinnt mit 2 Wickets |   |                       |

| 28. Mai Scorecard | London (The Oval) | Neuseeland 189 (38.4)                   | – | Indien 129-3 (26/26) |
|                   |                   | Indien gewinnt mit 45 Runs (D/L method) |   |                      |

| 29. Mai Scorecard | Birmingham | Australien 57-1 (10.2/34) | – | Pakistan |
|                   |            | No Result                 |   |          |

| 30. Mai Scorecard | Birmingham | Sri Lanka 356-8 (50)             | – | Neuseeland 359-4 (46.1) |
|                   |            | Neuseeland gewinnt mit 6 Wickets |   |                         |

| 30. Mai Scorecard | London (The Oval) | Indien 324-7 (50)           | – | Bangladesch 84 (23.5) |
|                   |                   | Indien gewinnt mit 240 Runs |   |                       |

## Vorrunde
Die Auslosung der Vorrundengruppen wurde am 1. Juni 2016 bekanntgegeben.

### Gruppe A
Tabelle
| Gruppe A    | Sp. | S | N | NR | P | NRR    |
| ----------- | --- | - | - | -- | - | ------ |
| England     | 3   | 3 | 0 | 0  | 6 | +1.045 |
| Bangladesch | 3   | 1 | 1 | 1  | 3 | +0.000 |
| Australien  | 3   | 0 | 1 | 2  | 2 | −0.992 |
| Neuseeland  | 3   | 0 | 2 | 1  | 1 | −1.058 |

Spiele
| 1. Juni Scorecard | London (The Oval) | Bangladesch 305-6 (50)        | – | England 308-2 (47.2) |
|                   |                   | England gewinnt mit 8 Wickets |   |                      |

England konnte den Münzwurf für sich entscheiden und entschied sich zuerst als Feldmannschaft aufzulaufen. Bangladesch gelang ein guter Start, verlor zunächst nur im 12. und im 20. Over jeweils ein Wicket. Eröffnungsbatsman Tamim Iqbal gelang mit 128 Runs ein Century und Mushfiqur Rahim 79 Runs, bevor ihre beiden Wickets im 45. Over fielen. Verantwortlich dafür war jeweils Bowler Liam Plunkett, dem 4 Wickets bei 59 Runs das beste Ergebnis der englischen Bowler gelang. Im Nachhinein verlor Bangladesch noch zwei weitere Wickets und konnte so in den letzten Overn keinen Endspurt mehr vollziehen und erzielte insgesamt 305 Runs. Die Antwort Englands wurde früh gestört als Jason Roy im 3. Over sein Wicket verlor. Der für ihn hineinkommende Joe Root gelang es zusammen mit Alex Hales das Spiel zu kontrollieren. Hales fiel mit 95 Runs im 28. Over. Anschließend vollendete Root mit insgesamt 133 Runs zusammen mit Eoin Morgan mit 75 Runs das Innings für England im 48. Over. Es war die höchste erfolgreiche Jagd bei einer Champions Trophy bisher. Als Man of the Match wurde Joe Root benannt.
| 2. Juni Scorecard | Birmingham | Neuseeland 291 (45/46) | – | Australien 52-3 (9/33) |
|                   |            | No Result              |   |                        |

Neuseeland gewann den Münzwurf und entschied sich als Schlagmannschaft zu beginnen. Batsman Luke Ronchi begann mit einem schnellen Start und erzielte 65 Runs bis sein Wicket im 16. Over fiel. Seit dem 5. Over wurde er von Kane Williamson begleitet, dem bis ins 40. Over mit 100 Runs ein Century gelang. Die erste Regenunterbrechung erfolgte nach 9.3 Overn beim Stand von 67–1. Nach der Pause wurde das Spiel zunächst auf 46 Over reduziert. Nachdem Williamson ausgeschieden war kollabierte die neuseeländische Mannschaft und beendete das Innings nach 45 Overn mit 291 Runs. Hauptverantwortlich für den Durchbruch des australischen Angriffs war Josh Hazlewood, dem 6 Wickets bei 52 Runs gelangen. In der Innings-Pause gab es erneut Regen und das Ziel für die australische Mannschaft wurde auf 235 Runs in 33 Overn festgelegt. Neuseeland gelangen frühe Durchbrüche bis nach dem Fall des dritten Wickets im 9. Over abermals Regen einsetzte. Neuseeland wurde allgemein im Vorteil gesehen, doch nachdem keine Aussicht mehr bestand das Spiel zu beenden wurde es abgebrochen.
| 5. Juni Scorecard | London (The Oval) | Bangladesch 182 (44.3) | – | Australien 83-1 (16) |
|                   |                   | No Result              |   |                      |

Bangladesch entschied den Münzwurf für sich und wählte als Schlagmannschaft zu starten. Bangladesch verlor in seinem Innings zahlreiche Wickets, oft schon nach wenigen Runs für den jeweiligen Schlagmann. Alleinig Tamim Iqbal gelang es im Spiel zu bleiben und bis zum 42.1 Over 95 Runs zu erzielen. Allerdings war diese zu diesem Zeitpunkt schon das siebte Wicket und Bangladesch hatte nur 181 Runs auf ihrer Seite. Mitchell Starc war es der für Australien die letzten vier Wickets erzielte und damit der beste Bowler seiner Mannschaft war. In der Innings-Pause kam es zu ersten Verzögerungen, da das Wetter sich verschlechterte. Dennoch gelang Australien ein guter Start in ihr Innings, so dass sie bis zum 16. Over 83 Runs erzielten und damit rechnerisch 44 Runs vor ihrem Gegner. Bangladesch hatte vorwiegend auf Fast bowling gesetzt und so, dass ein hoher Zeitverbrauch vorlag. So kam abermals der Regen und sorgte dafür, dass das Spiel vier Over vor der Mindest-Overzahl für ein gewertetes Innings für Australien abgebrochen wurde.
| 6. Juni Scorecard | Cardiff | England 310 (49.3)          | – | Neuseeland 223 (44.3) |
|                   |         | England gewinnt mit 87 Runs |   |                       |

Neuseeland gewann den Münzwurf und entschied sich als Feldmannschaft zu beginnen. England begann mit einem starken Innings, dass erlaubte drei Spieler ein Fifty zu erreichen. Alex Hayles erreichte 56 Runs, Joe Root 64 und abschließend Jos Butler. Nur die letzten beiden Spieler erreichten keine zweistellige Runzahl. Auf neuseeländischer Seite erzielten Adam Milne und Corey Anderson jeweils drei Wickets und konnten England letztendlich auf 310 Runs begrenzen. In der Innings-Pause gab es eine kurze Regenunterbrechung, die jedoch zu keiner Spielverkürzung führte. Neuseeland verlor schon im ersten Over mit Luke Ronchi sein erstes Wicket und konnte sich dann dank Kane Williamson der insgesamt 87 Runs erzielte im Spiel halten. Als dieser beim Stand von 158-2 im 31. Over ausschied, verlor Neuseeland den Anschluss und beendete im 45. Over mit 87 Runs zu wenig sein Innings. Auf englischer Seite erzielte Liam Plunkett vier Wickets, während Jake Ball, der zwei Wickets erzielte, Man of the Match wurde.
| 9. Juni Scorecard | Cardiff | Neuseeland 265-8 (50)             | – | Bangladesch 268-5 (47.2) |
|                   |         | Bangladesch gewinnt mit 5 Wickets |   |                          |

Neuseeland entschied den Münzwurf für sich und wählte als Schlagmannschaft zu beginnen. Neuseelands erste Wickets fielen im 8. und 13. Over und erst Kane Williamson mit 57 Runs und Ross Taylor mit 63 Runs gelang es, das Spiel zu stabilisieren. Dennoch erlaubten weitere Wicketverluste nicht, die Run Rate zum Ende hin zu erhöhen und so beendete Neuseeland das Innings mit 265 Runs. Bester Bowler Bangladeschs war Mosaddek Hossain, der 3 Wickets für 13 Runs erzielte. Bangladesch begann sein Innings mit großen Problemen und so standen sie im 12. Over nach dem Fall von 4 Wickets bei 33 Runs. Hauptverantwortlich dafür war Tim Southee, dem die ersten drei Wickets gelangen. Danach kam Shakib Al Hasan und Mahmudullah an den Schlag und zusammen erzielten 224 Runs. Letztendlich erzielte Shakib 114 und Mahmudullah 102 Runs und sorgten damit für die entscheidenden Runs. Bangladesch erreichte sein Ziel im 48. Over. Man of the Match wurde Shakib Al Hasan.
| 10. Juni Scorecard | Birmingham | Australien 277-9 (50)                    | – | England 240-4 (40.2/40.2) |
|                    |            | England gewinnt mit 40 Runs (D/L method) |   |                           |

England gewann den Münzwurf und entschied sich, als Feldmannschaft zu beginnen. Australien begann mit einer niedrigen Run rate, konnte sich aber alsbald stabilisieren. Aaron Finch erzielte 68 Runs, einen Großteil davon in Partnership mit Steve Smith, der selbst 56 Runs erreichte. Als beide ausgeschieden waren, war es Travis Head, der mit 71 Runs das australische Ergebnis maßgeblich beeinflusste. Jedoch verlor Australien gleichzeitig zahlreiche Wickets, zwischenzeitlich 5 für 15 Runs, so dass sie ihr Innings mit 277 Runs abschlossen. England verlor bei seiner Antwort schnell seine ersten drei Wickets, so dass es im 6. Over 3-35 stand. Danach waren es Eoin Morgan mit 87 Runs und Ben Stokes mit 102 Runs, die es England erlaubten in Führung zu gehen. Als dann im 41 Over Regen einsetzte, konnte das Spiel nicht fortgesetzt werden und England konnte das Spiel mit 40 Runs für sich entscheiden. Die Niederlage bedeutete das Ausscheiden Australiens und damit den Halbfinaleinzug Bangladeschs. Man of the Match wurde Ben Stokes.

### Gruppe B
Tabelle
| Gruppe A  | Sp. | S | N | NR | P | NRR    |
| --------- | --- | - | - | -- | - | ------ |
| Indien    | 3   | 2 | 1 | 0  | 4 | +1.370 |
| Pakistan  | 3   | 2 | 1 | 0  | 4 | −0.680 |
| Südafrika | 3   | 1 | 2 | 0  | 2 | +0.167 |
| Sri Lanka | 3   | 1 | 2 | 0  | 2 | −0.798 |

Spiele
| 3. Juni Scorecard | London (The Oval) | Südafrika 299-6 (50)          | – | Sri Lanka 203 (41.3) |
|                   |                   | Südafrika gewinnt mit 96 Runs |   |                      |

Sri Lanka gewann den Münzwurf und entschied sich zunächst als Feldmannschaft aufzulaufen. Südafrika tat sich zunächst schwer die Runs zu erzielen, jedoch verloren sie zunächst nur ein Wicket im 13. Over. So waren es Hashim Amla mit 103 Runs und Faf du Plessis mit 75 Runs die Südafrika im Spiel hielten und die Run Rate erhöhten. Insgesamt verlor Südafrika bis zum Ende des Innings sechs Wickets und schloss mit 299 Runs. Sri Lanka begann mit einer hohen Run Rate, die jedoch mit dem Fall des ersten Wickets im 9. Over wieder stark abnahm. Upul Tharanga gelangen 57 Runs aber Südafrika gelangen immer wieder Durchbrüche. Hauptverantwortlich dafür war Imran Tahir, dem vier Wickets bei 27 Runs gelangen. Im 42. Over fiel auch das letzte Wicket und Sri Lanka hatte 96 Runs zu wenig erzielt. Als Man of the Matsch wurde Imran Tahir ausgezeichnet. Upul Tharanga wurde als Kapitän Sri Lankas nachträglich für zu langsame Spielweise der Mannschaft für die verbliebenen Vorrundenspiele gesperrt.
| 4. Juni Scorecard | Birmingham | Indien 319-3 (48/48)                     | – | Pakistan 164 (33.4/41) |
|                   |            | Indien gewinnt mit 124 Runs (D/L method) |   |                        |

Pakistan gewann den Münzwurf und entschied sich als Feldmannschaft zu starten. Indien startete mit Rohit Sharma und Shikhar Dhawan, denen es gelang bis zum 25. Over kein Wicket zu verlieren. Dort fiel Dhawan mit 68 Runs und Virat Kohli kam ins Spiel. Das Spiel wurde von zahlreichen Regenpausen unterbrochen. Eine erste kurze Pause nach im 10. Over folgte eine zweite im 34. Over, die die Overzahl für Indien auf 48 reduzierte. Sharma erzielte bis zum 37. Over 91 Runs, wonach Yuvraj Singh ins Spiel kam, der in 32 Bällen 53 Runs erzielte. Kohli, der sein Wicket verteidigen konnte gelangen insgesamt 81 Runs. Bei Pakistan verletzten sich die beiden Bowler Mohammad Amir und Wahab Riaz, die jeweils das Feld verlassen mussten. In seiner Antwort begann Pakistan mit einem Ziel von 324 Runs in 48. Overn. Jedoch kam es schon im 5. Over zur nächsten Regenpause, die das Ziel auf 289 Runs in 41 Overn reduzierte. Den Batsmen gelang es nicht das Risiko zu kontrollieren. So fielen allein zwischen dem 20. und 30. Over 5 Wickets und nur Azhar Ali gelang mit 50 Runs ein Fifty. Mit dem Riaz, der nicht als Schlagmann auflaufen konnte, fiel im 34. Over das letzte Wicket als Pakistan 164 Runs erzielt hatte. Die meisten Wickets für Indien erzielte Umesh Yadav, dem drei Wickets bei 30 Runs gelang. Als Man of the Match wurde Yuvraj Singh ausgezeichnet.
| 7. Juni Scorecard | Birmingham | Südafrika 219-8 (50)                      | – | Pakistan 119-3 (27/27) |
|                   |            | Pakistan gewinnt mit 19 Runs (D/L method) |   |                        |

Südafrika gewann den Münzwurf und entschied sich am Schlag zu beginnen. Zunächst erzielten sie eine mäßige Run Rate, die sie nur kurz beschleunigen konnten, bis das erste Wicket im 9. Over fiel. Danach stabilisierte sich Südafrika und bei ständig verlierenden Wickets konnte nur David Miller mit 75 Runs ein Fifty erreichen. Auch zwei Ducks bei AB de Villiers und Wayne Parnell sorgten dafür, dass Südafrika mit 219 Runs sein Innings beendete. Bester Bowler auf pakistanischer Seite war Hasan Ali mit 3 Wickets für 24 Runs. Pakistan begann mit einer hohen Run Rate, bevor sie im 8. Over zwei Wickets verloren. Danach waren sie darauf bedacht keine weiteren Wickets zu verlieren, was zu 20 Bällen ohne Run am Stück sorgte. Erst im 19. Over sorgten die beiden Batsmen Babar Azam und Mohammad Hafeez mit 10 Runs dafür, dass Pakistan virtuell vorne lag. Mit nur noch einem weiteren gefallenem Wicket und mehr als 20 Over gespielt, gewann Pakistan nach Duckworth-Lewis-Method nach 27 Overn mit 19 Runs Vorsprung. Als Man of the Match wurde Hasan Ali ausgewählt.
| 8. Juni Scorecard | London (The Oval) | Indien 321-6 (50)               | – | Sri Lanka 322-3 (48.4) |
|                   |                   | Sri Lanka gewinnt mit 7 Wickets |   |                        |

Sri Lanka gewann den Münzwurf und entschied sich als Feldmannschaft zu beginnen. Indien begann mit einem Partnership von 138 Runs, so dass Rohit Sharma bis zu seinem Wicketverlust im 25. Over 78 Runs erzielte und Shikhar Dhawan 125 Runs. Der an Nummer drei einkommende Virat Kohli schied mit einem Duck aus und es war Mahendra Singh Dhoni mit 63 Runs, der entscheidenden Anteil dazu hatte das Indien sein Innings mit 321 Runs beendete. Sri Lanka verlor bereits im 5. Over ihr erstes Wicket, was jedoch von einem Partnership mit 159 Runs gefolgt wurde. Dabei erzielten Danushka Gunathilaka 76 Runs und Kusal Mendis 89 Runs. Nachdem Mendis im 33. Over ausgeschieden war, hatte der Kapitän Angelo Mathews mit 52 Runs einen großen Anteil daran, dass Sri Lanka das Indische Ergebnis im 49. Over einholte. Bemerkenswert war, dass Indien von den 3 Wickets nur ein Wicket durch den Bowler direkt verursacht wurde. Man of the Match wurde Kusal Mendis.
| 11. Juni Scorecard | London (The Oval) | Südafrika 191 (50)           | – | Indien 193-2 (38) |
|                    |                   | Indien gewinnt mit 8 Wickets |   |                   |

Indien entschied den Münzwurf für sich und entschied sich als Feldmannschaft zu starten. Südafrika tat sich schwer ins Spiel zu kommen. Zwar erzielte Quiton de Kock als Eröffnungsbatsman 53 Runs, jedoch war die Run Rate niedrig. Die indischen Bowler konnten immer wieder Wickets erzielen, Bhuvneshwar Kumar und Jasprit Bumrah jeweils zwei. Dies führte dazu, dass Südafrika im 45. Over mit nur 191 Runs sein Innings abschloss. Indien vollzog sein innings ohne in Gefahr zu geraten sein Ziel nicht zu schaffen. Maßgeblich waren Shikhar Dhawan mit 78 Runs und Virat Kohli mit 76 Runs daran beteiligt das Ziel im 193. Over zu erreichen. Damit qualifizierte sich Indien fürs Halbfinale, während Südafrika aus dem Turnier ausschied. Als Man of the Match wurde Jasprit Bumrah ausgezeichnet.
| 12. Juni Scorecard | Cardiff | Sri Lanka 236 (49.2)           | – | Pakistan 237-7 (44.5) |
|                    |         | Pakistan gewinnt mit 3 Wickets |   |                       |

Pakistan gewann den Münzwurf und entschied sich als Feldmannschaft zu beginnen. Sri Lanka begann zunächst mit einer mittleren Run Rate und verlor im 5. Over ihr erstes und im 15. und 16. zwei weitere Wickets. Es war zunächst Noroshan Dickwella, der Sri Lanka mit seinen 73 Runs im Spiel hielt. Zwischen dem 32. und 35. Over waren es vor allem die pakistanischen Bowler Mohammad Amir und Junaid Khan die dafür sorgten, dass Sri Lanka vier weitere Wickets verlor. Das folgende Partnership von Asela Gunaratne und Suranga Lakmal konnte noch mal 46 Runs hinzufügen, bevor Hasan Ali dieses mit seinem dritten Wicket durchbrach und Sri Lanka mit 236 Runs das Innings beendete. Pakistans Antwort begann zunächst vielversprechend. Fakhar Zaman erzielte 50 Runs und im 12. Over stand es 74-1. Doch daraufhin gelang es Sri Lanka immer mehr die Oberhand zu gewinnen. Drei Wickets von Nuwan Pardeep setzten Pakistan unter Druck und verloren sie im 26. Over ihr 6. Wicket und hatten noch weitere 100 Runs zu erzielen. Zahlreiche Chancen Sri Lankas für weitere Wickets blieben ungenutzt und so waren es dann Sarfraz Ahmed mit 61 Runs und Mohammad Amir mit 28 Runs die Pakistan über die Ziellinie brachten. Damit hatte sich Pakistan als letzte Mannschaft für das Halbfinale gegen England qualifiziert. Man of the Match wurde Sarfraz Ahmed.

## Halbfinale
| 14. Juni Scorecard | Cardiff | England 211 (49.5)             | – | Pakistan 215-2 (37.1) |
|                    |         | Pakistan gewinnt mit 8 Wickets |   |                       |

Pakistan entschied den Münzwurf für sich und begann als Feldmannschaft. England begann mit einer hohen Run Rate, die jedoch immer weiter absackte, nachdem das erste Wicket im 6. Over gefallen war. Jonny Bairstow mit 43 Runs und Joe Root mit 46 Runs konnten noch zahlreiche Runs erspielen, jedoch war vor allem die zweite Hälfte der Batsman kaum in der Lage gegen die pakistanischen Bowler Runs zu erzielen. So war es vor allem Hasan Ali, der mit seinen 3 Wickets für 35 Runs England bei 211 Runs begrenzen konnte. Pakistans Antwort startete zunächst mit einer niedrigeren Run Rate, jedoch konnten sie es bis zum 22. Over vermeiden ein Wicket zu verlieren. Die Eröffnungsbatsman Azhar Ali mit 76 Runs und Fakhar Zaman mit 57 Runs waren so erfolgreich, dass schon früh deutlich wurde, dass England das Finale nicht erreichen würde. Mit nur noch einem weiteren Wicket im 33. Over erreichte Pakistan im 38. Over sein Ziel und erreichte damit das Finale. Man of the Match wurde Hasan Ali.
| 15. Juni Scorecard | Birmingham | Bangladesch 264-7 (50)       | – | Indien 265-1 (40.1) |
|                    |            | Indien gewinnt mit 9 Wickets |   |                     |

Indien gewann den Münzwurf und begann als Feldmannschaft. Bangladesch verlor im 1. und 7. Over zwei frühe Wickets, konnte sich dann jedoch stabilisieren. Tamim Iqbal erzielte 70 Runs und Mushfiqur Rahim 61. Als diese Wickets im 36. Over gefallen waren, gelang es Bangladesch nicht mehr seine Run Rate merklich zu erhöhen und so erzielten sie 264 Runs. Bhuvneshwar Kumar, Jasprit Bumrah und Kedar Jadhav erzielten jeweils zwei Wickets für Indien. Indiens Antwort begann mit einer hohen Run Rate. Bangladesch konnte nur ein Wicket im 15. Over erzielen und so erreichten Rohit Sharma mit 123 Runs und Virat Kohli mit 96 Runs genug um Bangladesch deutlich zu dominieren. Im 41. Over erreichte Indien sein Ziel und qualifizierte sich damit fürs Finale. Als Man of the Match wurde Rohit Sharma ausgewählt.

## Finale
| 18. Juni Scorecard | London (The Oval) | Pakistan 338-4 (50)           | – | Indien 158 (30.3) |
|                    |                   | Pakistan gewinnt mit 180 Runs |   |                   |

Indien entschied den Münzwurf für sich und entschied sich mit dem Bowling zu beginnen. Pakistan trat zu Beginn mit seinen Eröffnungsbatsman sicher auf. Im 4. Over wurde ein erzieltes Wickets auf Grund eines No Balls aberkannt und machte so den Weg frei für die beiden Batsman, die ersten Over schadlos zu überstehen. Als Indien zur Mitte des Innings begann Druck aufzubauen konnte Pakistan dagegenhalten. Bis Azhar Ali im 23. Over fiel, erzielte er 59 Runs, während Fakhar Zaman bis zum 34. Over 114 Runs erreichte. Indien gelang es in der Folge nicht das Fortschreiten Pakistans zu verhindern. Zwei Wickets im 40. und 43. Over und 46 Runs von Barbar Azam und 57 Runs von Mohammad Hafeez führten dazu, dass Pakistan am Ende seines Innings 338 Runs bei vier verlorenen Wickets aufzuweisen hatte. Die Antwort Indiens wurde früh gestört. Im ersten Over verlor Rohit Sharma sein Wicket für keinen Run, während im dritten Over Kapitän Virat Kohli scheiterte, nachdem sein Schlag im Ball zuvor noch fallengelassen wurde. Bis zum 14. Over hatte Indien schon fünf Wickets verloren bei nur 58 Runs. Hauptverantwortlich war Mohammad Amir, der 3 der Wickets erzielt hatte. Die zweite Hälfte wurde vom Bowler Hasan Ali dominiert, der ebenfalls drei Wickets erreichte. Indien verlor weiter Wickets und das letzte fiel im 31. Over bei 158 Runs. Der Sieg Pakistans war der erste Gewinn der Champions Trophy und der Gewinn des ersten ICC-ODI-Turniers seit ihrem Gewinn des Cricket World Cup 1992. Als Man of the Match wurde Fakhar Zaman ausgezeichnet.

## Statistiken

Ergebnis der ICC Champions Trophy 2017:
Sieger
Finalist
Halbfinalteilnahme
In der Gruppenphase ausgeschieden
Keine Teilnahme

Während des Turniers wurden folgende Statistiken erzielt.
| ODIs              | ODIs        | ODIs    | ODIs    | ODIs    | ODIs    | ODIs    | ODIs    | ODIs    |
| Batting           | Batting     | Batting | Batting | Batting | Batting | Batting | Batting | Batting |
| Spieler           | Mannschaft  | Spiele  | Innings | Runs    | Average | HS      | 100s    | 50s     |
| ----------------- | ----------- | ------- | ------- | ------- | ------- | ------- | ------- | ------- |
| Shikhar Dhawan    | Indien      | 5       | 5       | 338     | 67,60   | 125     | 1       | 2       |
| Rohit Sharma      | Indien      | 5       | 5       | 304     | 76,00   | 123*    | 1       | 2       |
| Tamim Iqbal       | Bangladesch | 4       | 4       | 293     | 73,25   | 128     | 1       | 2       |
| Joe Root          | England     | 4       | 4       | 258     | 86,00   | 133*    | 1       | 1       |
| Virat Kohli       | Indien      | 5       | 5       | 258     | 129,00  | 96*     | 0       | 3       |
| Bowling           |             |         |         |         |         |         |         |         |
| Spieler           | Mannschaft  | Spiele  | Overs   | Wickets | Average | BBI     | 5W      | 10W     |
| Hasan Ali         | Pakistan    | 5       | 44.3    | 13      | 14,69   | 3/19    | 0       | 0       |
| Josh Hazlewood    | Australien  | 3       | 28.0    | 9       | 15,77   | 6/52    | 1       | 0       |
| Junaid Khan       | Pakistan    | 4       | 33.5    | 8       | 19,37   | 3/40    | 0       | 0       |
| Liam Plunkett     | England     | 4       | 33.3    | 8       | 24,50   | 4/55    | 0       | 0       |
| Adil Rashid       | England     | 3       | 30.0    | 7       | 20,28   | 4/41    | 0       | 0       |
| Bhuvneshwar Kumar | Indien      | 5       | 42.3    | 7       | 28,14   | 2/23    | 0       | 0       |

Der beste Batsman, der Inder Shikhar Dhawan, wurde mit dem Golden Bat ausgezeichnet. Der beste Bowler, der Pakistaner Hasan Ali, mit dem Golden Ball. Letzterer wurde auch als Spieler des Turniers ausgezeichnet.